# Ophiocara macrolepidota
Ophiocara macrolepidota är en fiskart som först beskrevs av Bloch 1792.  Ophiocara macrolepidota ingår i släktet Ophiocara och familjen Eleotridae. Inga underarter finns listade i Catalogue of Life.